# Madarai lovas
A madarai lovas kora középkori sziklarelief a Madara-fennsíkon Sumentől keletre, Bulgária északkeleti részén, Madara falu mellett.
A Madara-fennsíkon már i. e. 3000 évvel újkőkorszaki település állt. A későbbiekben trákok, görögök, illetve rómaiak lakták. Az első dunai bolgár birodalom idején a fennsíkon erődítmény, a lábánál paloták és templomok épültek. A település neve ekkor Mundraga volt. Fehér Géza feltevése szerint itt volt az előbolgárok kultikus életének központja.
A sziklafalon egy vágtató lovast ábrázoló dombormű található, lába előtt egy megölt oroszlán, mellette egy kutya, felette egy sas. A kompozíció és a motívumok az iráni-perzsa művészettel rokoníthatóak. Az oroszlán a legyőzött ellenséget jelképezi, a lovas kezében levő ivócsésze pedig a fejedelmi rangot. A kopján levő lófarkas hadi jelvény és a lovas hajviselete türk szokásokra utalnak.
Kanitz Félix még trák lovasistennek tartotta a reliefet. A dombormű körül töredékes görög felirat látható. Amikor Fehér Géza 1924-ben ásatásokat végzett Madarában, megvizsgálta és kiegészítette a szöveget, amelyből kiderült, hogy a dombormű Krum bolgár kánnak (803–814) az emlékműve volt, amelyet testvére és utódja, Kisin kán készíttetett. Későbbi értelmezés szerint a szöveg a 8. század elején íródott, és a dombormű Tervel kánt ábrázolja.
A madarai lovastól ösvény vezet azokhoz a kőkori barlangokhoz, amelyet a 13. században remeték laktak.
Egy bolgár euróérmékről szóló népszavazás eredményeképpen a jövőben bevezetendő bolgár euróérméken a madarai lovas képe lesz látható.